# فرقة فولكسغرينادير الثامنة عشر
فرقة فولكسغرينادير الثامنة عشر فرقة فولكس غرينادير من الجيش الألماني ( Heer ) خلال الحرب العالمية الثانية، نشطت من 1944 إلى 1945.
تم تشكيل الفرقة في الدنمارك، في سبتمبر 1944، بإعادة تشكيل 571. فرقة فولكسغرينادير. تحت قيادة غونتر هوفمان شونبورن. استوعبت الفرقة الجديدة عناصر من قسم فرقة لوفتفافه الميدانية الثامنة عشر. 
قاتلت الفرقة في الآردين، ألحقت بفرقة المشاة الأمريكية 106 أسوأ هزيمة لها القوات الأمريكية في مسرح العمليات الأوروبي، عندما استسلم أكثر من 8000 جندي أمريكي لفولكغريناديرز. في 21 ديسمبر 18. استولت الفرقة على سانت فيث بانتصار ساحق. مع انتهاء الزخم الهجومي في الآردين لزمت الفرقة مواقعها الدفاعية، وظلت هناك. تراجعت في نهاية المطاف عبر ألمانيا حتى نهاية الحرب عندما استسلمت. في 5 فبراير 1945، تولى الجنرال والتر بوتش قيادة الفرقة.  في 6 مارس 1945، عندما أُمر والتر بوتش بتولي قيادة فيلق الجيش الثالث، دمجت فرقة فولكسغرينادير الثامنة عشر في فرقة المشاة 26 (الفيرماخت) بقيادة هاينز كوكوت، صهر هاينريش هيملر.

## حاملي وسام صليب الفارس
- فيلهلم درويك 30 ديسمبر 1944
- جونتر رينهاك 30 ديسمبر 1944
- فريدريش هادنفيلد 17 مارس 1945